# Левоцентризм
Левоцентри́зм (ле́вый центри́зм, ле́вый це́нтр) — система политических взглядов и действий, ориентирующаяся на социалистические или социал-демократические идеалы. Также может толковаться как совмещение умеренно левых политических взглядов и методов социальных преобразований, по некоторым вопросам объединяясь и блокируясь с центристами. По своему происхождению левоцентризм связан с идеями социальных реформ, социального прогресса и профсоюзными движениями, переросшими в политические партии.
К левоцентризму относятся социал-демократия, социальный либерализм, лейборизм, энвайронментализм, зелёная политика, реформизм и прогрессивизм.
Левоцентристские группы более склонны отдавать приоритет вопросам долгосрочной или абстрактной важности, чем другие идеологические группы. К ним относятся защита окружающей среды, искусство, наука, социальное равенство и иностранная помощь. Левоцентристские партии обычно верят в мультикультурализм и поддерживают высокий уровень иммиграции.